# Terbócs István
Terbócs István Dániel (Budapest, 1996. június 28. –) magyar válogatott jégkorongozó, jelenleg a Fehérvár AV19 csapatában, az ICEHL osztrák hokiligában és a magyar válogatottban játszik.

## Pályafutása
A Pólus Pingvineknél kezdett jégkorongozni 4 évesen, majd az Újpest TE csapatában, és a Drago Skorpióknál nevelkedett. Tizenötéves korában igazolt a MAC Budapest együtteséhez, itt mutatkozott be a felnőttek között, a MOL-, majd Erste liga néven futó magyar bajnokságban, illetve a szlovák Extraligában is szerepelt, mint a MAC Budapest jégkorongozója.
2021 óta az osztrák pontvadászatban (ICEHL) szereplő Fehérvár AV19 együttesében szerepel, a 2015-16-ös szezon óta tagja a magyar felnőtt válogatottnak, mellyel részt vett a 2023-as finn-lett közös rendezésű világbajnokságon, miután a nemzeti csapat, Terbóccsal soraiban 2022-ben, Ljubljanában harmadszor is kiharcolta a feljutást a világelitbe.
2024. április 19-én Székesfehérvárott, az Alba Aréna avatóján az új létesítmény első hivatalos gólját szerezte a magyar csapat Norvégia elleni 2-1-es győzelmével végződött találkozón.

## Díjai
- A év felfedezettje, Erste Liga (2021)

## Eredményei
- Erste Liga győztes (2018)
- Magyar bajnok (2018)
- Divízió I/A világbajnokság, ezüstérem (2022)